# Szirén (mitológia)

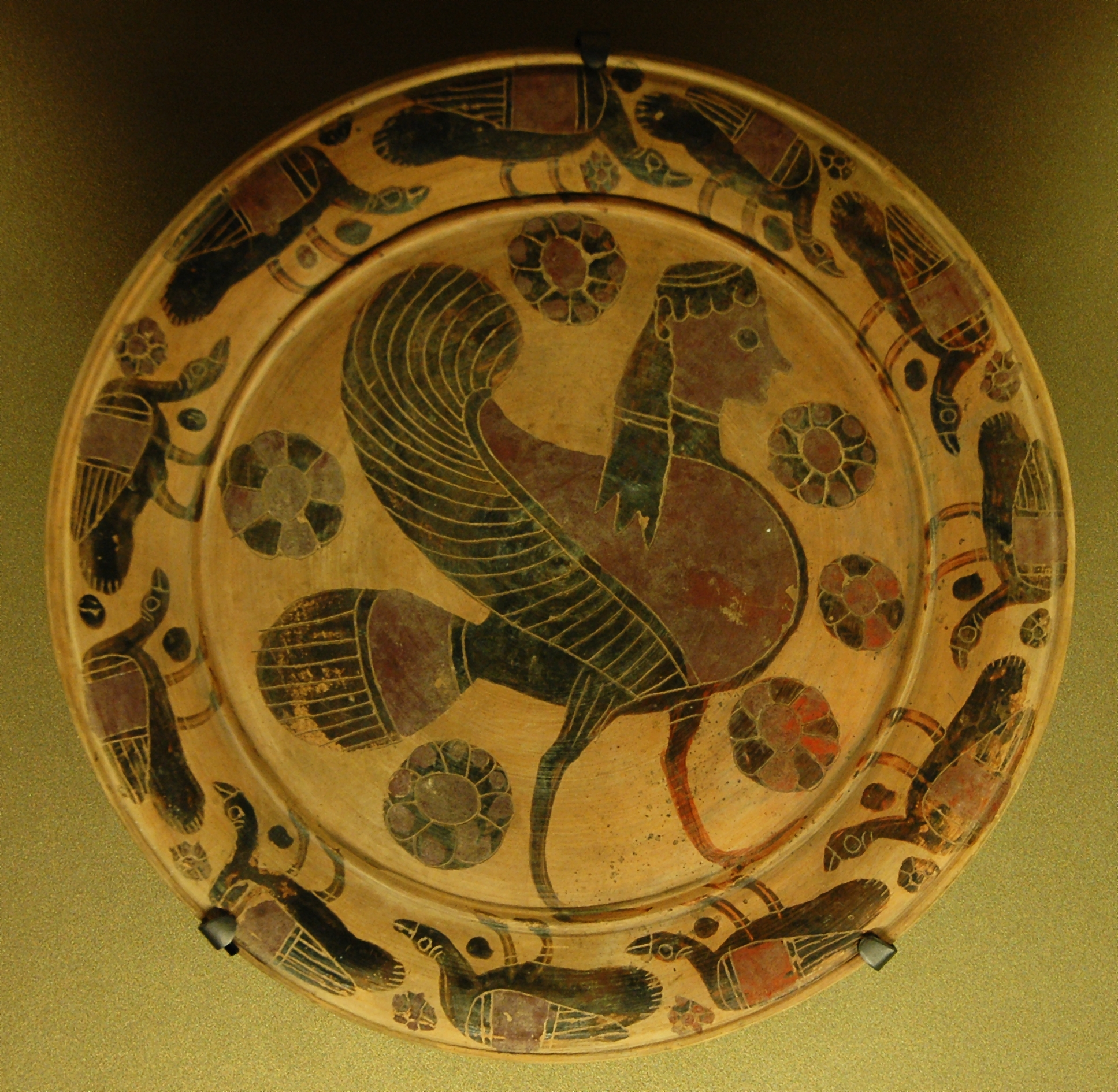
Szirén, Boiótiai fekete-alakos tányéron, i. e. 570-560, Louvre, Párizs

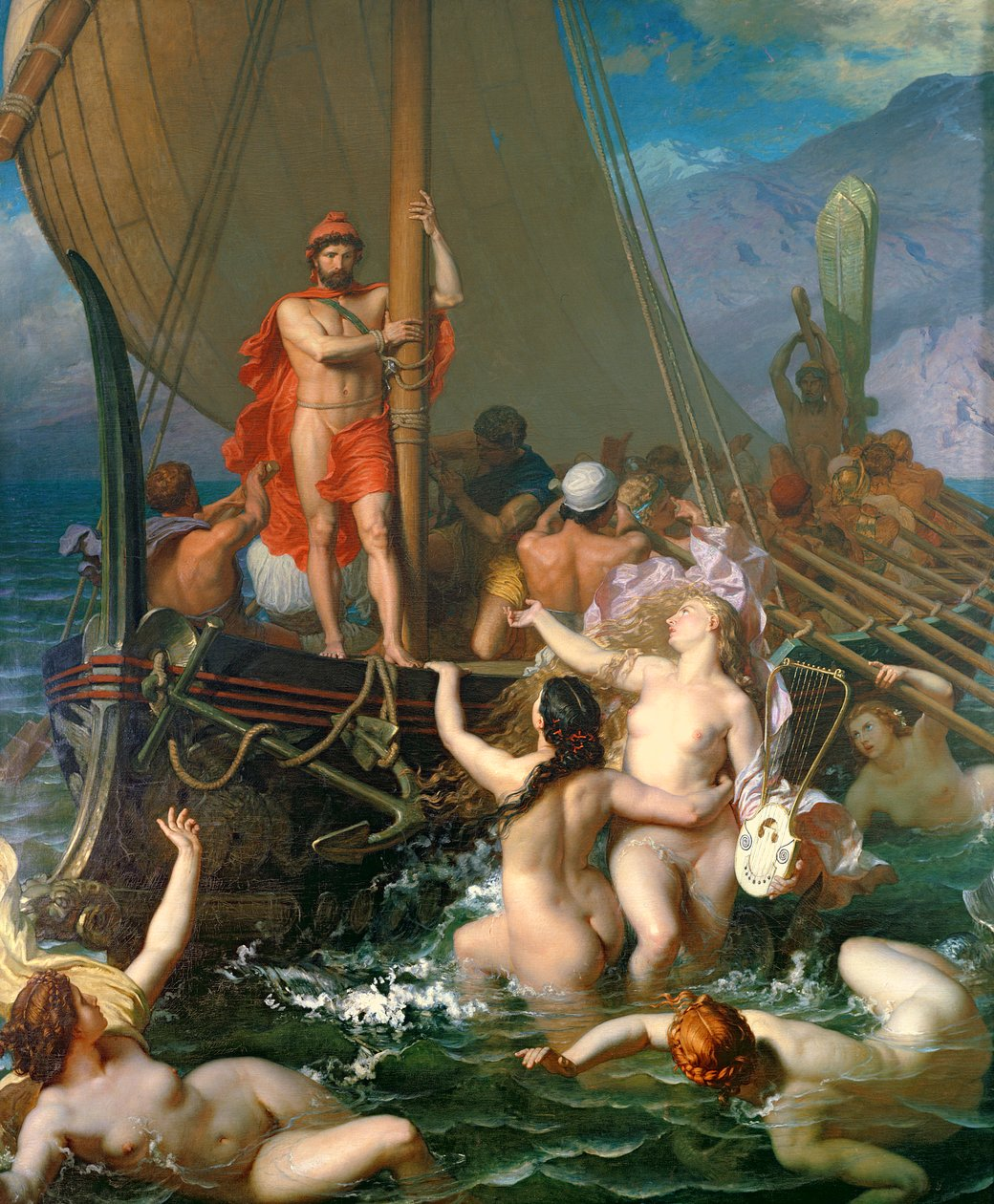
Léon Belly: Odüsszeusz és a szirének

A szirének vagy szeirének (görögül: Σειρῆνας) a görög mitológia naiaszai. Csodás hangú, de gyilkos természetű tengeri nimfák, akik a Sirenum scopuli elnevezésű kis szigetcsoporton laktak, Campania partjainak (Dél-Olaszország, Sorrentói-öböl) közelében (a szigetek mai nevei: La Rotonda, La Castelluccia, Il Gallo Lungo), illetve más források szerint Szicíliában a Pelorum hegyfoknál, Capri szigetén.
Akhelóosz folyamisten (vagy Phorküsz tengeristen) és Melpomené múzsa (vagy Terpszikhoré, illetve az egyik pleiasz, Szterópé) leányai, vonzóak és borzalmasak egyszerre. A kísértés, a világi örömök és az érzéki vágyak megtestesítői: bűvös hangú, asszonyfejű, de madárszárnyakkal és karmokkal rendelkező szörnyek. Varázslatos hangjukkal és bölcs mindentudással elcsábítják a tengerészeket, majd megölik őket. A legelterjedtebb források szerint hárman voltak, Aglaiophoné, Thelxiepeia és Peiszinoé, de számukat egyes elbeszélések kettőre (Homérosz: Odüsszeia), mások háromra, négyre illetve kilencre teszik. A további szirénalakok nevei Parthenopé, Ligeia, Leukószia, Molpé, Raidné és Telesz. („Parthenopé tetemét állítólag Nápoly közelében vetette partra a tenger, és sírját sokáig kultikus tisztelet övezte.”)
A szirének, édesanyjuktól gyönyörű hangot örököltek, amire igen büszkék voltak. Idővel azonban gőgösek lettek és elbizakodottságukban versenyre keltek a múzsákkal. Vereségük büntetéseként a múzsák bűvös hangú, de vérszomjas félig ember, félig madár keveréklényekké változtatták őket, akik addig élhetnek, míg valaki bűbájuk elől meg nem menekül. A szirének szégyenükben a tenger eldugott, távoli szigetein húzódtak meg. Más hagyományok szerint Démétér büntetésének köszönhették szörny-alakjukat, amiért leánya elrablását nem akadályozták meg. Ovidius pedig Perszephoné játszópajtásaiként említi őket. A sziréneket alvilági múzsáknak is nevezik.

## Megjelenésük
„Az ókori szirénképre kettősség jellemző: bölcsek, vonzók, ugyanakkor halálba taszítanak; mennyeiek és pokoliak egyszerre.” A legkorábbi vázaképeken és hangszereken leány arcú halálmadárként ábrázolták őket. Később, szarkofágok domborművein és attikai sírköveken madárlábakon pihenő, szárnyas, női felsőtestű lényekként jelennek meg, néhol pedig szárnyak nélkül, amint éppen a múzsákkal versenyeznek. A későbbi korokban ábrázolásuk idealizálódik: szép arcú, vonzó nőalakok (nem csupán a hangjuk, hanem a testük is csábító), csak lábaik figyelmeztetnek arra, hogy nem tündért, hanem szirént formázott az alkotó. A középkor halfarkú testet adott nekik – alakjuk így került a népmesékbe, ahol mint vízi tündérek vagy sellők jelentek meg (Loreli, Kis hableány, A szép Meluzina). A modern irodalomban és képzőművészetben a szenvedélyes, erotikus, független nő megtestesítői; alakjuk gyakran párosul olyan csábító asszonyokéval, akik szerelmükkel romlásba döntik partnerüket.
Az erős, kellemetlen hangú jelzőkészülék, a sziréna, a szirénekről kapta nevét.
Franz Kafka, 1917 őszén így ír A nyolc oktávfüzet című aforizmagyűjteményében a Szirének hallgatásáról:
„Mármost van azonban a sziréneknek egy éneküknél is borzalmasabb fegyvere, nevezetesen a hallgatásuk. Sosem történt meg, igaz, de talán elképzelhető, hogy daluktól megmenekült valaki, hallgatásuktól azonban egészen biztosan nem.”
(Tandori Dezső fordítása)

## A szirének végzete
Történetüket elsőként Homérosz meséli el az Odüsszeiában. Fiatal leányok, akik a nyugati tenger egyik szigetén laknak és bájos énekükkel az arra vitorlázó hajóst és utast tőrbe csalják, majd felfalják. Virágos mezőn ülnek, ám körülöttük hevernek az áldozatul ejtett férfiak bomló tetemei. Odüsszeusz, Kirké tanácsára, emberei fülét viasszal tömte be, magát pedig az árbóchoz kötöztette, így baj nélkül hajózott el szigetük mellett, bár köteleit tépve hallgatta a szirének bűvös-bájos énekét. (Odüsszeia: XII. 39–52).
Nem Odüsszeusz az egyetlen görög hős, aki szerencsésen megmenekült: Orpheusz az argonautákat mentette meg a szirénektől úgy, hogy lantjátékkal kísért dalaival túlzengte éneküket.
Valamelyik e két menekülés közül (vagy az Odüsszeuszé, vagy az Argonautáké) beteljesítette a szirének előre megjósolt sorsát: kicsiny szigetükről a tengerbe vetették magukat és ott három sziklaszirtté változtak.